# Лісоучасток Верх-Нарим
Лі́соуча́сток ерх-Нари́м (рос. Лесоучасток Верх-Нарым) — населений пункт без офіційного статусу у складі Читинського району Забайкальського краю, Росія. Входить до складу Єлизаветинського сільського поселення.

## Населення
Населення — 42 особи (2010; 61 у 2002).
Національний склад (станом на 2002 рік):
- росіяни — 97 %